# Tossal del Senyor (Sunyer)
El Tossal del Senyor és una muntanya de 188 metres al municipi de Sunyer, a la comarca catalana del Segrià.